# Suspect (série télévisée, 2022)
Pour les articles homonymes, voir Suspect.
Suspect est une série télévisée criminelle britannique, diffusée à partir du 19 juin 2022 sur Channel 4. Adaptée par Matt Baker, elle est basée sur la série danoise Face to Face (Forhøret), qui fut créée par Christoffer Boe.

## Synopsis
Un détective retrace les derniers jours de sa fille assassinée pour découvrir ce qui s'est passé.

## Distribution
- James Nesbitt  : Danny Frater
- Imogen King  : Christina Frater
- Joely Richardson  : Jackie Sowden (Ép. 1 & 8)
- Niamh Algar  : Nicola (Ép. 1 & 2)
- Antonia Thomas  : Maia (Ép. 1 & 3)
- Sacha Dhawan  : Jaisal (Ép. 1, 3, 4 & 5)
- Sam Heughan  : Ryan (Ép. 1, 4 & 5)
- Richard E. Grant  : Harry (Ép. 1 & 6)
- Anne-Marie Duff  : Susannah (Ép. 1 & 7)
- Ben Miller  : Richard (Ép. 1 à 8)
- Richard Summers-Calvert (VFB : Eric Soriano) : Finn
- Tabitha Green  : Clubber (Ép. 1)
- Adele Marie  : Anna Hall (Ép. 2)
- Adam Kiani  : Hamza (Ép. 4)